# Jafar Sharif-Emami
Jafar Sharif-Emami (Teerã, 9 de setembro de 1910 - Nova Iorque, 16 de junho de 1998 foi um político iraniano que foi primeiro-ministro entre 1960 e 1961 e mais tarde em 1978 (de 27 de agosto a 6 de novembro) . Ele foi também presidente do Senado e da Fundação Pahlavi e ainda o presidente da Câmara das Indústrias e Minas durante o reinado do xá Mohammad Reza Pahlavi.

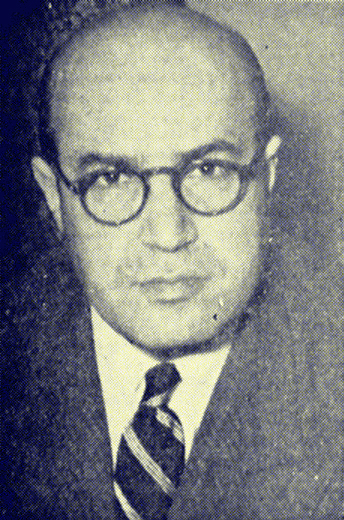
Jafar Shariff-Emami, foto de 1975

## Inícios de vida
Sharif-Emami nasceu em  Teerã em 8 de setembro de 1910 filho de uma família de clérigos e o seu pai era um mullah. Depois da conclusão dos estudos secundários,  Sharif-Emami partiu (juntamente com outros 30 jovens) para a Alemanha, onde estudou durante 18 meses, regressando ao Irão em 1930 para trabalhar na companhia ferroviária estatal até à invasão Anglo-Soviética. Anos mais tarde foi enviado para a Suécia para treino técnico, voltando em 1930 quando recebeu um grau de engenharia.

## Carreira e atividades
Sharif-Emami começou a sua carreira na companhia ferroviária estatal em 1931. Foi preso no verão de 1943 por alegadas ligações com a Alemanha ficou preso juntamente com outros membros da elite iraniana da época. Depois da sua libertação, foi apontado Diretor Geral da Agência de Irrigação. Em 1950, foi designado subsecretário das Estradas e Comunicações. Em junho de 1950, o primeiro-ministro e General Haj Ali Razmara designou-o como Ministro das Estradas, o seu primeiro cargo ministerial.
Ele foi Ministro das Indústrias e das Minas no governo de Manuchehr Eqbal. Ele foi primeiro-ministro entre 1960 e 1961 e novamente em 1978, uns poucos meses antes da queda do xá. Ele foi designado primeiro-ministro pelo xá em 27 de agosto de 1978 por causa dos seus laços com o clero. Sharif-Emami sucedeu a  Jamshid Amouzegar no cargo de primeiro-ministro.
Durante a sua curta governação, ele desfez vários planos do xá, incluindo o encerramento de casinos, o abandono do calendário imperial, a abolição do Partido Rastakhiz e permitiu a atividade de vários partidos políticos. Todos os seus esforços para reformar o sistema político iraniano foram ofuscados pelo massacre na  Sexta-Feira Negra na Praça Jaleh (8 de setembro de 1978), protestos em massa contra o rei e o governo, lei marcial e greves nacionais que geraram o caos na economia, em especial após paralisação dos trabalhadores das refinarias de petróleo. Sharif-Emami não viu outra solução que não fosse a resignação ao cargo no meio de uma série de motins no dia 5 de novembro de 1978.Gholam Reza Azhari sucedeu-lhe no cargo de primeiro-ministro.
Ele foi também presidente do Senado iraniano e presidente da Fundação Pahlavi. Ele foi um dos mais próximos colaboradores do xá.

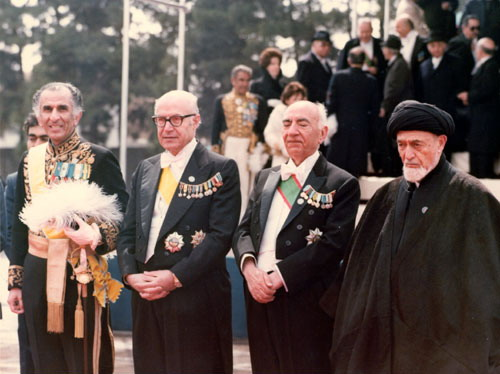
Jamshid Amouzegar, Jafar Sharif-Emami, o presidente do Senado; Abdollah Riazi, presidente do Parlamento e Hassan Emami famoso advogado e imã das orações de sexta-feira celebrando 100.º aniversário de Reza Shah em 1977

## Vida pessoal
Sharif-Emami casou-se e teve três filhos (duas filhas e um filho).
Durante alguns ele foi mestre da Maçonaria no Irão, o que lhe deu alguma influência no seio da elite política iraniana.

## Últimos anos e morte
Sharif-Emami deixou o Irã pouco tempo depois da Revolução Islâmica. Viveu na zona leste de Manhattan, Nova Iorque. Ali foi presidente da Fundação Pahlavi e mais tarde resignou ao cargo. Sharif-Emami morreu num hospital em 16 de junho de 1998 com 87 anos em Nova Iorque. Foi enterrado em Valhalla.